# Fahan

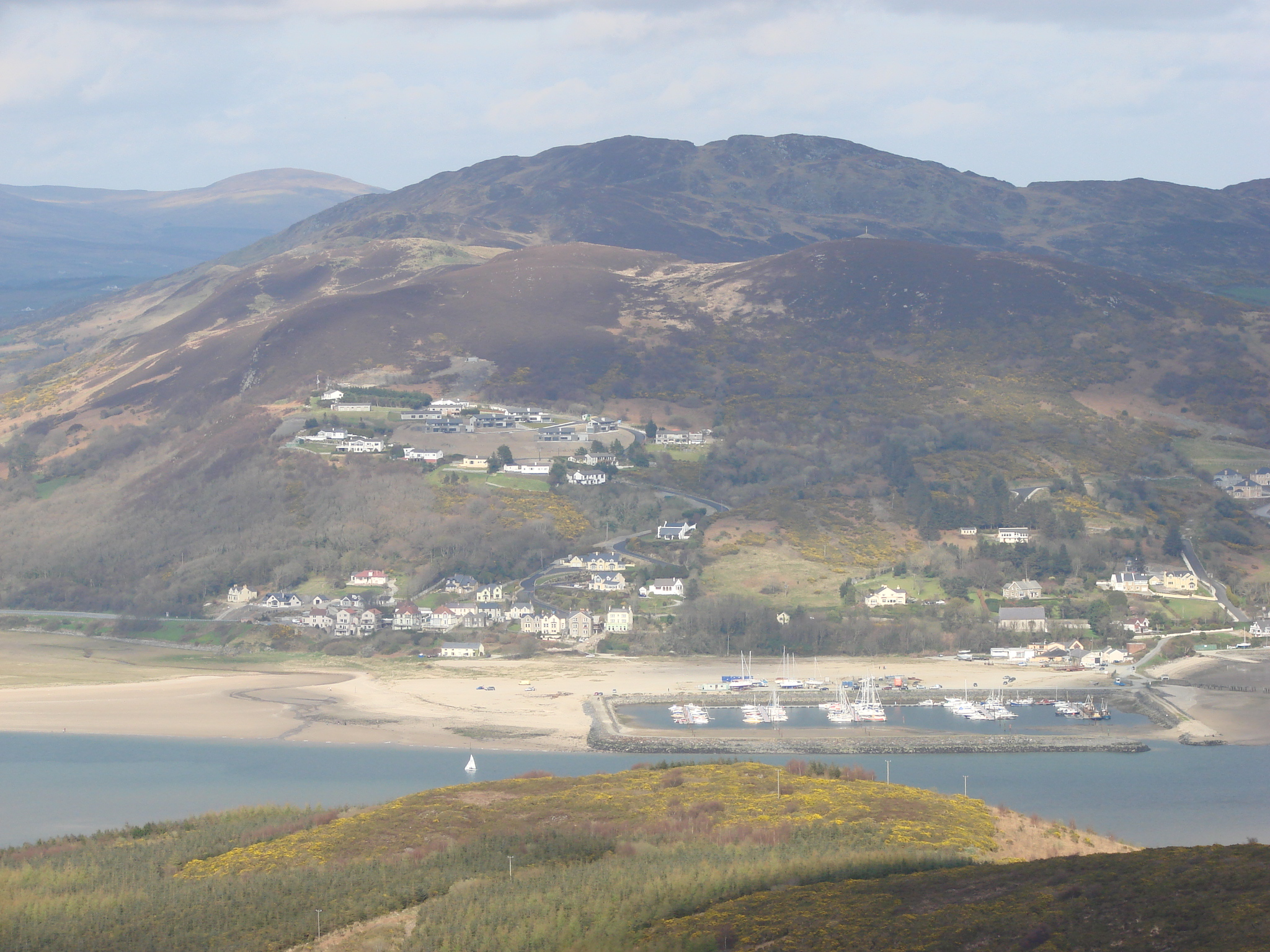
Blick von Inch aus

Fahan (irisch Fathain Mura, dt.: „kleines grünes Feld von Mura“) ist ein Ort und Parish im County Donegal im Norden der Republik Irland mit einer Einwohnerzahl (Volkszählung 2022) von 589.

## Lage
Fahan liegt etwa 19 Kilometer nordöstlich von Letterkenny auf der Inishowen-Halbinsel am Lough Swilly. Vorgelagert ist die Insel Inch Island. Durch den Ort führt die R238 von Bridgend nach Buncrana. Die Strecke ist Teil des Wild Atlantic Way.

## Geschichte
Vom Kloster Fahan aus dem 6. Jahrhundert, das vom Heiligen Mura begründet wurde, sind nur wenige Reste vorhanden. Im 10. und 13. Jahrhundert wurde das Kloster und der Ort von den Wikingern geplündert.

## Sehenswürdigkeiten
- katholische und anglikanische St. Mura’s Church
- Reste der alten Kirche

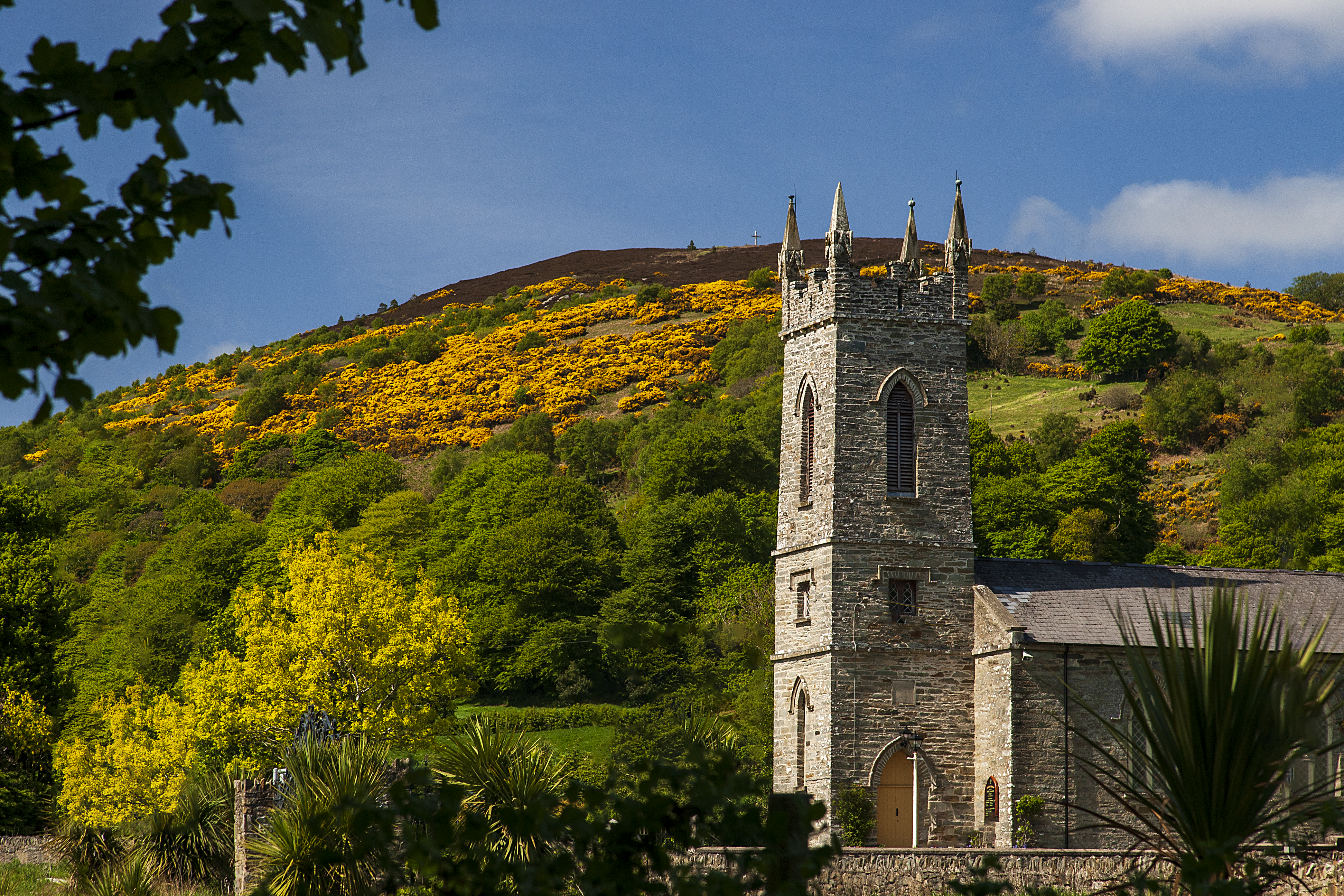
Anglikanische St. Mura’s Church
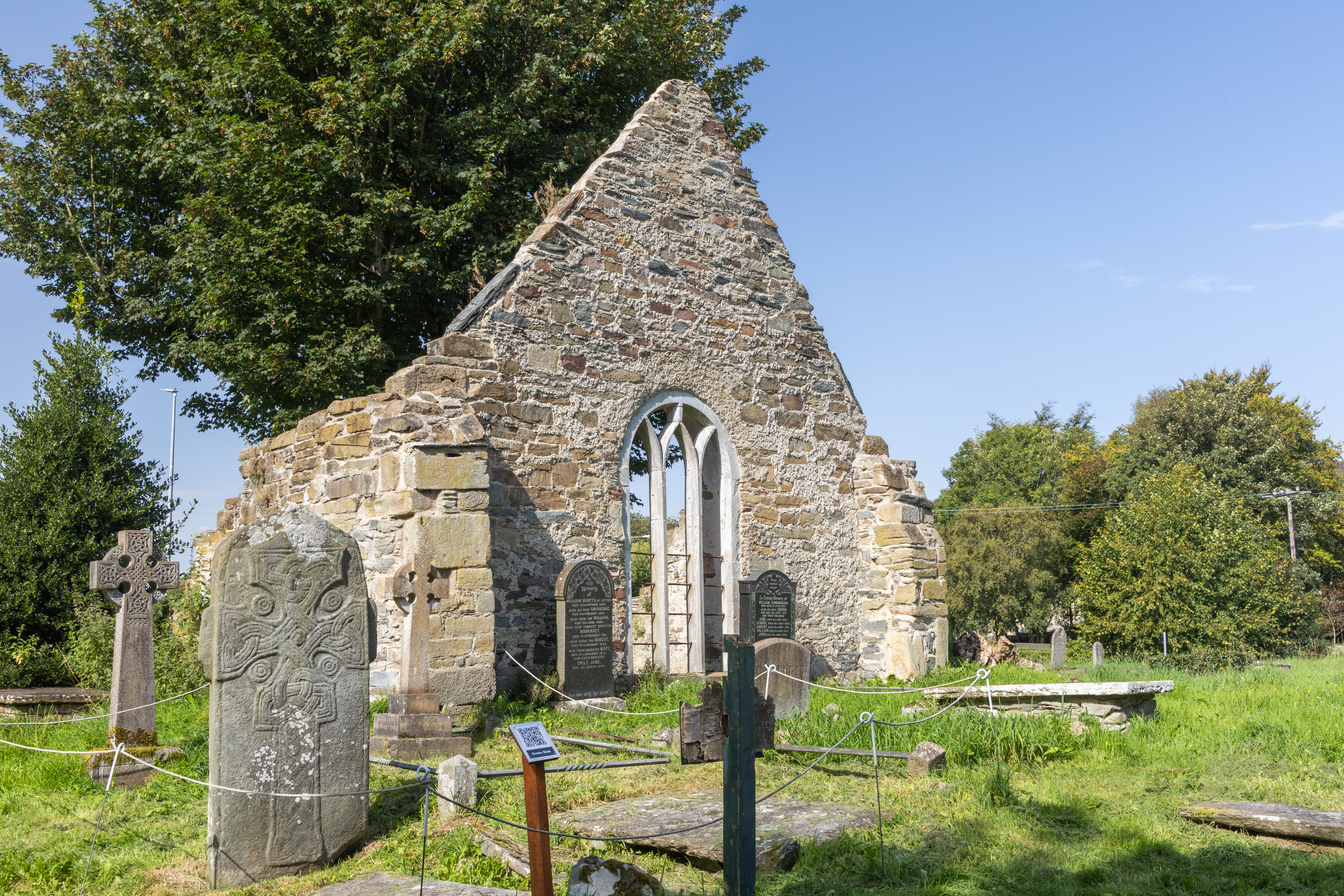
Reste der alten Kirche
St. Mura's Cross
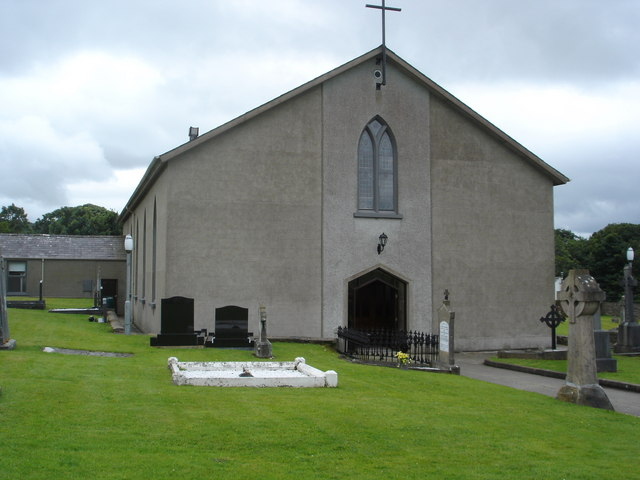
Katholische St Mura's Church

## Trivia
Fawn Township im Allegheny County in Pennsylvania (USA) behauptet, dass der Name auf die Ortschaft in Irland zurückgeht.